# Geronimo Inutiq
 (avril 2025).
Motif : Où sont les sources secondaires centrées d'envergure nationale qui démontreraient la notoriété de cet artiste ?
- Archive Wikiwix
- Bing
- Cairn
- DuckDuckGo
- E. Universalis
- Gallica
- Google
- G. Books
- G. News
- G. Scholar
- Persée
- Qwant
- (zh) Baidu
- (ru) Yandex
- (wd) trouver des œuvres sur Wikidata

| 1. | Préciser le motif de la pose du bandeau. | Précisez le motif de la pose du bandeau en utilisant la syntaxe suivante : {{admissibilité à vérifier\|date=août 2025\|motif=remplacez ce texte par le motif}}                       |
| 2. | Informer les utilisateurs concernés.     | Pensez à avertir le créateur de l'article, par exemple, en insérant le code ci-dessous sur sa page de discussion : {{subst:avertissement admissibilité à vérifier\|Geronimo Inutiq}} |

 (avril 2025).
 (avril 2025).
Geronimo Inutiq (né en 1978) est un artiste Inuit qui se spécialise en art numérique visuel et sonore. Il est connu principalement pour ses œuvres ARCTIC NOISE et ISUMAGINAGU, qui se trouvent toutes les deux dans des musées au Canada. Ses projets ont un certain style, utilisant les images et les sons de sa culture, puis les mélangeant avec des aspects de l'art contemporain. Inutiq a plusieurs œuvres affichés partout au Canada, en tant qu'artiste solo ainsi qu'en groupes.

## Premières années
Inutiq est né en 1978 à Iqaluit, au Nunavut, où il a grandi avec grand influence par ses racines culturelles Inuits, qui sont très forts dans la région. Inutiq a poursuit ses études en D.E.C au CÉGEP Champlain - St. Lawrence, puis plus tard en études communautaires et ethniques à l'Université Concordia.

## Style et techniques
Geronimo Inutiq a un portfolio assez large en termes de types d'art. Il fait de l'art visuel ainsi que de l'art audio, puis les mélange ensemble pour certaines de ses expositions. Il utilise des logiciels d'imagerie générée digitalement, des filtres et des logiciels d'édition d'images et de vidéos pour créer ses œuvres d'art visuelles. Sa musique est en général de style House, certains sons et autres aspects incorporant sa culture. Inutiq utilise de l'abstraction, des outils visuels et auditifs pour avoir un effet unique sur son audience et donner de l'intensité à ses œuvres.
Il incorpore la culture Inuit dans ses œuvres en mettant en œuvre des images en relation avec sa culture ou qui ont une importance dans la vie dans les régions du Nord. Dans les expos, on voit également des œuvres audio culturellement pertinentes, comme Inuit-Cree Reconciliation, ou bien Inuit Knowledge and Climate Change, pour en nommer quelques-unes. Ces vidéos contiennent des sons en rapport avec sa culture, comme des chants et des gens discutant de sujets politiques.

## Carrière artistique
Geronimo Inutiq se distingue par son style musical. Il a publié de la musique sur plusieurs plateformes, avec des albums et des singles sur BandCamp, Soundcloud et sur Spotify. La musique est pour la plupart de la musique techno, ou de style House. Il était autrefois connu sous le nom de "Madeskimo". Il a fait plusieurs performances au cours des années, partout au Canada où il jouait premièrement comme DJ.
Au cours des années, Inutiq a publié plusieurs œuvres d'art visuel dans des musées partout au Canada, de côte à côte. La plupart des œuvres sont faites en groupe, mais il est plus connu pour ses œuvres solo. Son art visuel combine souvent les effets visuels avec des effets sonores qui ajoutent un certain effet à l'œuvre[précision nécessaire].
Ses œuvres sont exposées dans quelques-unes des musées les plus prestigieuses au Canada, incluant Vancouver Art Gallery, Power Plant à Toronto, le musée d'art contemporain de Montréal, ainsi que d'autres.

## Œuvres principales
Geronimo Inutiq a réalisé plusieurs œuvres, mais il est surtout connu pour les suivantes : 
ARCTIC NOISE (2015): Son œuvre la plus connue, affiché au Grunt Gallery à Vancouver, Trinity Square Video à Toronto et à Aka Artist-run à Saskatoon.
ISUMAGINAGU (2016) : Utilise les effets sonores ainsi que les effets visuels. Il a pour thème son héritage Inuit et comment il se mélange avec le monde contemporain. Affiché au gallery101 à Ottawa en 2016.
Towards Home (2022): Explore le concept du chez-soi, surtout pour les Autochtones. Affiché au Centre canadien d'architecture à Montréal.

## Honneurs et reconnaissance
Inutiq a plusieurs honneurs et reconnaissances, ainsi que des subventions. Il incluent le soutien financier ainsi que des opportunités spéciales pour le développement de l'art. Il a reçu la Subvention de renforcement des capacités Flying Eagle en 2011, le prix de soutien aux artistes Autochtones du Conseil des Arts de Montréal en 2017, prix REVEAL de la Fondation Hnatshyn en 2017, une Résidence d'artiste au SAW Nordic Lab en 2020, et le prix de soutien aux artistes Autochtones en 2021 du Conseil des Arts du Canada.

## Performances et expositions
Parmi une liste non-exhaustive: 

### Expositions Solo
- 2016 ISUMAGINAGU – gallery101, Ottawa[5];

- 2015 ARCTIC NOISE – grunt gallery, Vancouver; Trinity Square Video, Toronto; Aka Artist-run, Saskatoon[5].

### Expositions en Groupe
- 2022 Towards Home, Centre canadien d'architecture, Montréal[5]

- 2017-2018 Art in the Tunnels: “From Here Until Now,” Ottawa[5];

- 2017 In Search of Expo 67 – Musée d'art contemporain de Montréal[5],[12];

- 2016 Indian Acts – Katzman Contemporary, Toronto[5];

- 2016 Contemporary Native Art Biennial – Guilde canadienne des métiers d'art, Montréal[5];

- 2015 Material Experiments – A-Space, Toronto[5];

- 2013- 2014 Beat Nation – Musée d'Art de Vancouver, BC; Power Plant, Toronto, ON; Musée d'Art de Kamloops, BC; MAC Montréal, QC; Musée d'Art des Universités Dalhousie et Sainte Marie, Halifax, NS; Musée d'Art Mackenzie, Regina, SK[5].

### Performances Live
- 2022 Nuit Blanche, Winnipeg[5];

- 2021 Festival Sakihiwe, Winnipeg[5];

- 2020 Northern Lights Trade Show Gala Fashion Show, Ottawa[5];

- 2019 VPIA opening Wapatah - DJ + VJ performance - Power Plant, Université de l'EADO, Toronto[5];
- By Land and Water - performance multicanal - Musée White Water, North Bay, ON[5];
- Lecture de “When this World is All on Fire” for Nuit Blanche - at the Canadian Centre for Architecture[5];
- DJ + VJ Monument National pour « Nuit Rouge » - avec l'École National de la Danse[5];
- 2018 Célébrations de l'été au Square Cabot, Montréal[5];
- Recurrent Measures, Agora de la danse, Montréal[5];
- 2016 Célébrations de l'été au Square Cabot, Montréal[5];
- Festival Autochtone du solstice d'été, Ottawa[5];
- Tsekan - présentation théâtrale avec multimédia, au Monument National à Montréal[5];
- 2015 A Taste of the Arctic, Centre national des Arts, Ottawa[5];
- Remix Inuit. Nuit blanche de Montréal, Guilde canadienne des métiers d'art[5];
- 2014 Tourisme Wendake – Gala Annuelle, Wendake, QC[5];
- Jours de Sensibilisation du Gouvernement du Canada, Gatineau[5];
- SYSMIX f/x - SAT x Nuit Blanche de Ville de Montréal[5];
- Soirée Impromptue - Club Balattou, Montréal[5].

### Film, Télévision et Vidéo
- Madeskimo: Dubyadubs (Clip Vidéo 2008) Producteur[13]
- Those Who Come, Will Hear (Film 2018), Compositeur[13]
- Seven Sins: Sloth (Cour-Métrage 2011), Compositeur[13]
- Canada: The Story of Us (Mini-Série 2017), Acteur jouant John Amagoalik[13]